# Jonathan Rossini
Jonathan Rossini (Giubiasco, 5 aprile 1989) è un ex giocatore di calcio a 5 e calciatore svizzero, difensore dell'Asti.

## Carriera

### Club

#### Gli inizi e i primi prestiti
Difensore centrale destro di piede e dotato di un'ottima struttura fisica, bravo nelle chiusure e abile sui palloni alti, la sua carriera non è decollata a causa di una serie di problemi familiari riguardanti soprattutto il figlio. Cresciuto nelle giovanili del Bellinzona, nell'estate 2005 si trasferisce a giocare in quelle della Sampdoria; con la formazione Primavera dei blucerchiati Jonathan nella stagione 2007-2008 vince il Campionato e la Coppa Italia, giocando come difensore centrale in una difesa a tre.
Nel mercato estivo del 2008 gli viene data la prima possibilità di giocare come calciatore professionista in una Prima Squadra: viene infatti ceduto in prestito in Lega Pro Prima Divisione al Legnano, nel quale colleziona 17 presenze prima che nel gennaio 2009 venga nuovamente ceduto, sempre in prestito, al Cittadella in Serie B. Con la società padovana esordisce nel Campionato cadetto il 17 febbraio 2009 durante la sfida Cittadella-Treviso 1-1, subentrando all' 85' ad Edoardo Gorini. Conclude l'esperienza con il Citta con 11 presenze di cui 6 da titolare.

#### Sassuolo
Nell'estate 2009 viene ceduto prima in comproprietà all'Udinese nell'operazione che porta Fernando Tissone alla Sampdoria, e poi in prestito in Serie B al Sassuolo; la stagione in Emilia lo vede come uno dei protagonisti dei Neroverdi; infatti gioca ben 31 partite di Campionato (di cui ben 29 da titolare) e 2 dei play-off promozione, persi però contro il Torino. Jonathan realizza anche 2 gol: il primo il 21 agosto 2009 in Sassuolo-Crotone 2-0 e il secondo il 5 dicembre 2009 in Sassuolo-Padova 2-0.

#### Samp e di nuovo a Sassuolo
Viste le ottime prestazioni attira l'attenzione di vari club di Serie A, ma la Sampdoria, allenata da Mimmo Di Carlo, decide di puntare su di lui per la stagione di Serie A 2010-2011; nonostante ciò però Jonathan non trova molto spazio nelle scelte del mister, che lo schiera in campo solamente in occasione della sfida di Europa League del 16 dicembre Debrecen-Samp 2-0, e per questo motivo il 3 gennaio 2011 decide di ritornare in prestito al Sassuolo per giocare con più continuità. Con gli emiliani gioca altre 18 partite tutte da titolare.

#### Sampdoria
Il 24 giugno 2011 Sampdoria e Udinese decidono di rinnovare la comproprietà e di lasciare Jonathan a disposizione, per la stagione 2011-2012, del nuovo mister blucerchiato Gianluca Atzori; anche con questo allenatore ha poca fortuna infatti non viene mai utilizzato e deve aspettare l'arrivo del nuovo mister, Giuseppe Iachini, per debuttare con la Samp: il 19 novembre in Bari-Sampdoria 1-1 subentrando a Massimo Volta al 43' del primo tempo. Gioca la sua prima gara da titolare invece il 3 dicembre in occasione di Reggina-Sampdoria 0-0 disputando l'intera partita. Colleziona nella sua prima stagione in blucerchiato 26 presenze di Serie B e 4 dei play-off Promozione, vinti proprio dalla Samp.
Anche per la stagione seguente la Samp, neo promossa in Serie A, decide di confermarlo in rosa e il nuovo mister Ciro Ferrara lo schiera nella formazione titolare come difensore centrale al fianco del capitano Daniele Gastaldello. Il 26 agosto 2012 fa il suo esordio in Serie A nella partita Milan-Sampdoria 0-1, giocando gli interi 90'. Con l'arrivo del nuovo mister Delio Rossi perde il posto da titolare a discapito di Angelo Palombo; termina la sua prima stagione in Serie A con all'attivo 25 presenze in Campionato.
Il 20 giugno 2013 la Sampdoria comunica di aver raggiunto un accordo con l'Udinese per la risoluzione della comproprietà, con la relativa cessione dell'intero cartellino del calciatore alla Samp.

#### Il ritorno al Sassuolo e il prestito al Parma
Il 1º luglio 2013 la Samp comunica la cessione al Sassuolo della comproprietà del cartellino del calciatore
Dopo 8 presenze totali, il 21 gennaio 2014 passa in prestito al Parma.
Il 20 giugno 2014 la Sampdoria comunica di aver risolto la compartecipazione a favore del Sassuolo. Il giocatore diventa così totalmente neroverde.

#### I prestiti a Bari, Savona e Livorno
Il 17 luglio, il Bari annuncia di aver acquistato il giocatore a titolo temporaneo con diritto di riscatto. Dopo essere tornato al Sassuolo nel gennaio 2015, il 17 luglio 2015 viene ceduto in prestito in Lega Pro al Savona. Il 27 agosto 2016 passa, sempre in prestito, al Livorno.

### Nazionale
Jonathan ha giocato in tutte le nazionali svizzere, divenendo anche capitano dell'Under-19 e dell'Under-21.
Il 3 marzo 2010 ha fatto il suo esordio nella nazionale maggiore, all'età di 20 anni, in una partita amichevole contro l'Uruguay, conclusasi con la sconfitta 3-1 della nazionale rossocrociata. Viene inoltre convocato da CT Ottmar Hitzfeld per il ritiro pre-Mondiale 2010, ma alla fine non rientra nei 23 convocati che partono per il Sudafrica.

## Statistiche

### Presenze e reti nei club
Statistiche aggiornate all'11 maggio 2018.
| Stagione         | Squadra          | Campionato       | Campionato | Campionato | Coppe nazionali | Coppe nazionali | Coppe nazionali | Coppe continentali | Coppe continentali | Coppe continentali | Altre coppe | Altre coppe | Altre coppe | Totale | Totale |
| Stagione         | Squadra          | Comp             | Pres       | Reti       | Comp            | Pres            | Reti            | Comp               | Pres               | Reti               | Comp        | Pres        | Reti        | Pres   | Reti   |
| ---------------- | ---------------- | ---------------- | ---------- | ---------- | --------------- | --------------- | --------------- | ------------------ | ------------------ | ------------------ | ----------- | ----------- | ----------- | ------ | ------ |
| 2008-gen. 2009   | Legnano          | 1D               | 17         | 0          | -               | -               | -               | -                  | -                  | -                  | -           | -           | -           | 17     | 0      |
| gen.-giu. 2009   | Cittadella       | B                | 11         | 0          | CI              | -               | -               | -                  | -                  | -                  | -           | -           | -           | 11     | 0      |
| 2009-2010        | Sassuolo         | B                | 31+2       | 2          | CI              | 2               | 0               | -                  | -                  | -                  | -           | -           | -           | 35     | 2      |
| 2010-gen. 2011   | Sampdoria        | A                | 0          | 0          | CI              | 0               | 0               | UEL                | 1                  | 0                  | -           | -           | -           | 1      | 0      |
| gen.-giu. 2011   | Sassuolo         | B                | 18         | 0          | CI              | -               | -               | -                  | -                  | -                  | -           | -           | -           | 18     | 0      |
| 2011-2012        | Sampdoria        | B                | 26+4       | 0          | CI              | 1               | 0               | -                  | -                  | -                  | -           | -           | -           | 31     | 0      |
| 2012-2013        | Sampdoria        | A                | 25         | 0          | CI              | 1               | 0               | -                  | -                  | -                  | -           | -           | -           | 26     | 0      |
| Totale Sampdoria | Totale Sampdoria | Totale Sampdoria | 51+4       | 0          |                 | 2               | 0               |                    | 1                  | 0                  |             | -           | -           | 58     | 0      |
| 2013-gen. 2014   | Sassuolo         | A                | 6          | 0          | CI              | 2               | 0               | -                  | -                  | -                  | -           | -           | -           | 8      | 0      |
| Totale Sassuolo  | Totale Sassuolo  | Totale Sassuolo  | 55+2       | 2          |                 | 4               | 0               |                    | -                  | -                  |             | -           | -           | 61     | 2      |
| gen.-giu. 2014   | Parma            | A                | 0          | 0          | CI              | -               | -               | -                  | -                  | -                  | -           | -           | -           | 0      | 0      |
| 2014-2015        | Bari             | B                | 8          | 0          | CI              | 2               | 0               | -                  | -                  | -                  | -           | -           | -           | 10     | 0      |
| 2015-2016        | Savona           | LP               | 10         | 0          | CI-LP           | 1               | 0               | -                  | -                  | -                  | -           | -           | -           | 11     | 0      |
| ago. 2016-2017   | Livorno          | LP               | 16         | 1          | CI+CI-LP        | - + 1           | 0               | -                  | -                  | -                  | -           | -           | -           | 17     | 1      |
| 2017-gen. 2018   | Pistoiese        | C                | 9          | 0          | CI-C            | 0               | 0               | -                  | -                  | -                  | -           | -           | -           | 9      | 0      |
| gen.-giu. 2018   | Pontedera        | C                | 12+1       | 0          | CI-C            | 1               | 0               | -                  | -                  | -                  | -           | -           | -           | 14     | 0      |
| Totale carriera  | Totale carriera  | Totale carriera  | 187+7      | 3          |                 | 11              | 0               |                    | 1                  | 0                  |             | -           | -           | 206    | 3      |

### Cronologia presenze e reti in nazionale
| Cronologia completa delle presenze e delle reti in nazionale ― Svizzera | Cronologia completa delle presenze e delle reti in nazionale ― Svizzera | Cronologia completa delle presenze e delle reti in nazionale ― Svizzera | Cronologia completa delle presenze e delle reti in nazionale ― Svizzera | Cronologia completa delle presenze e delle reti in nazionale ― Svizzera | Cronologia completa delle presenze e delle reti in nazionale ― Svizzera | Cronologia completa delle presenze e delle reti in nazionale ― Svizzera | Cronologia completa delle presenze e delle reti in nazionale ― Svizzera |
| Data                                                                    | Città                                                                   | In casa                                                                 | Risultato                                                               | Ospiti                                                                  | Competizione                                                            | Reti                                                                    | Note                                                                    |
| ----------------------------------------------------------------------- | ----------------------------------------------------------------------- | ----------------------------------------------------------------------- | ----------------------------------------------------------------------- | ----------------------------------------------------------------------- | ----------------------------------------------------------------------- | ----------------------------------------------------------------------- | ----------------------------------------------------------------------- |
| 3-3-2010                                                                | San Gallo                                                               | Svizzera                                                                | 1 – 3                                                                   | Uruguay                                                                 | Amichevole                                                              | -                                                                       |                                                                         |
| Totale                                                                  |                                                                         | Presenze                                                                | 1                                                                       |                                                                         | Reti                                                                    | 0                                                                       |                                                                         |

## Palmarès

### Calcio

#### Club
- Campionato Primavera: 1

Sampdoria: 2007-2008
- Coppa Italia Primavera: 1

Sampdoria: 2007-2008

#### Individuale
- Inserito nella selezione UEFA dell'Europeo Under-21: 1

Danimarca 2011